# 野尻城 (越中国)
野尻城（のじりじょう）は、富山県南砺市野尻にあった日本の城（平城）。南砺市指定史跡。とやま城郭カードNo.91。

## 歴史

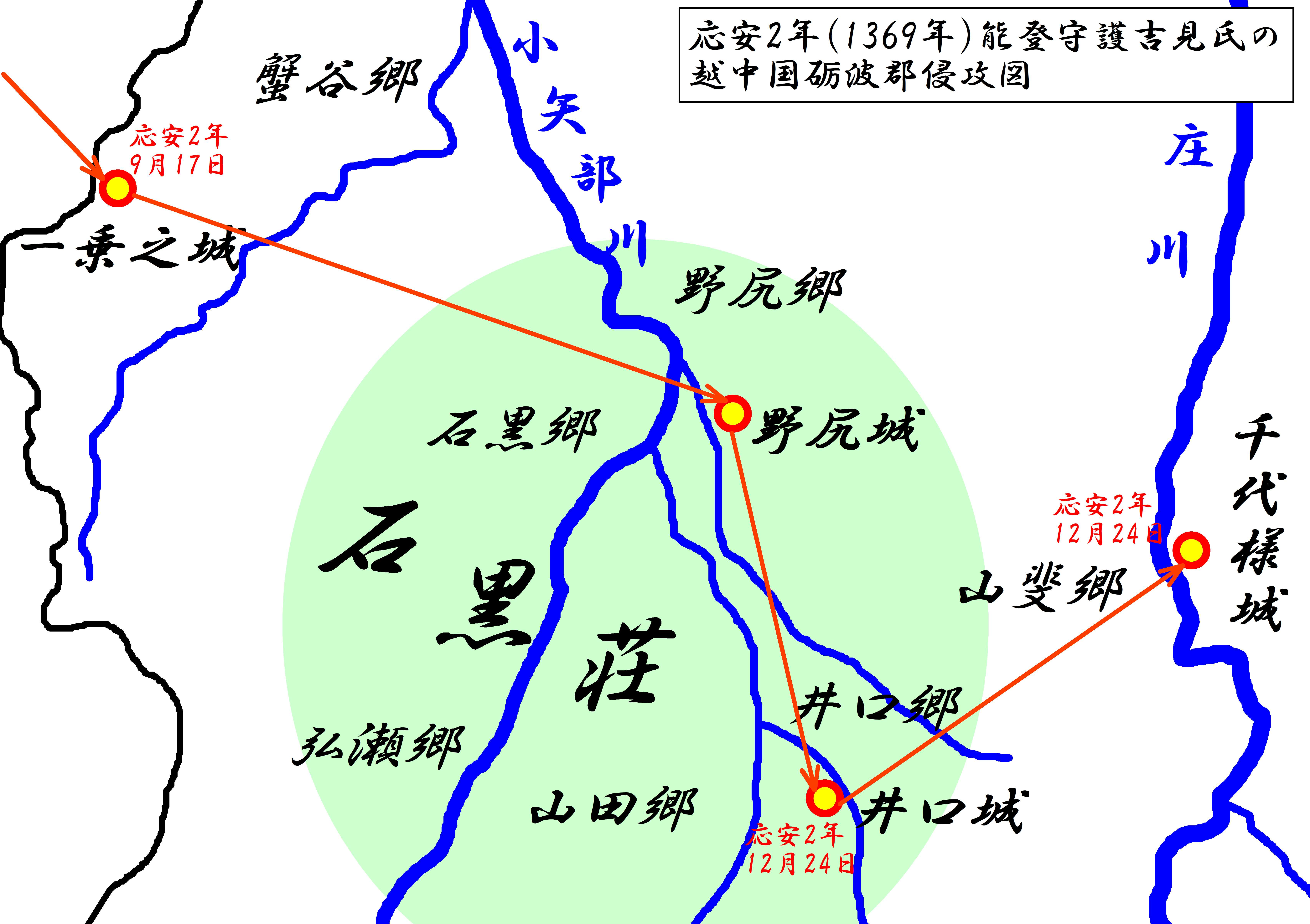
応安2年（1369年）の砺波郡侵攻図。この年、能登守護吉見氏頼率いる軍団によって桃井派の礪波郡の諸城は陥落したようである。

詳しい築城年代は不明。鎌倉時代以前は、『平家物語』等で木曾義仲と共に平家と戦ったとの記録がある豪族野尻氏が拠っていたと云う。野尻氏は藤原利仁の後裔である斎藤氏の流れを汲むとされるが、古代の在地首長で越中国司も務めた利波臣の後裔とする説もある。少なくとも中世に越中国礪波郡で勢力を誇った石黒氏を始め井口氏や宮崎氏等と同族と考えられている。
しかし、1221年（承久3年）に起きた承久の乱で京方についた石黒一族は弱体化し、津軽方面に移住した石黒浄覚の一族に代わってこの地方に入ったのが波多野時光であった。波多野氏の本家は六波羅探題の評定衆を務めて越中国に留まることはなかったが、恐らくは庶系の子孫が野尻に定着し、以後波多野時光の子孫が野尻氏を称するようになる。野尻地方は小矢部川上流域の諸支流が合流する越中西部の水運の要衝であり、鎌倉幕府に反抗的な石黒一族に対する抑えとして波多野氏が送り込まれたものとみられる。
鎌倉時代、小矢部川水運を通じて経済的に繁栄した波多野系野尻氏は北条氏に忠実で、南北朝期初頭には越中国守護名越時有の子名越時兼と共に中先代の乱に参加している。中先代の乱は失敗に終わったものの野尻氏は滅亡を免れ、その後足利尊氏の御教書を得た越中守護井上俊清に従って挙兵し、越中国司中院定清と戦い石動山にて敗死させるなど活発に活動している。
正平年間（1346年 - 1370年）に入ると足利政権内部で足利直義一派と高師直一派の対立が深刻となり（観応の擾乱）、1349年8月に起こった高師直による御所巻の際には、「波多野下野守」なる人物が足利直義の下に参上したとされる。これに関連して文和3年（1354年）付けの将軍家御判御教書には「越中野尻荘波多野下野守の地頭職を加賀国守護富樫氏春に与える」旨の記録が残っており、この頃野尻氏（＝越中波多野氏）は直義派の有力な武将であったこと、それ故に地頭職を師直派の富樫家に与える措置がなされたことが分かる。
もっとも、1354年時点では直義派は依然として健在であり、実際には野尻氏は地頭職を奪われることなくこの後も活動を続けている。むしろ、上記文書は桃井直常の進軍を警戒した将軍側が桃井直常の後方攪乱を富樫氏春に指示した際の、約束手形とでも言うべき御教書であったと考えられる。直義派の有力者だった越中守護桃井直常が越中国庄ノ城を拠点として周辺を支配すると、野尻氏は井口氏らと共に直常の配下となり各地を転戦している。野尻城は庄ノ城の支城として機能した。正平17年（1362年）、同24年（1369年）と二度にわたって北朝方の攻撃を受けている。
なお、その後の野尻氏の動向は窺えないが、文明13年（1481年）に一向一揆勢に攻められて城主が降伏したという。同年には礪波郡に勢力を誇った越中国福光城主石黒光義が一揆勢力の瑞泉寺らと戦い敗退（田屋川原の戦い）しており、その余波を受けたのであろう。その後は一向一揆勢力下にあった様で、廃城年代は戦国時代後期まで下ると思われる。

## 現在
城跡には徳仁寺が建ち、その面影は無いが、1971年（昭和46年）7月20日に市の史跡に指定され、大きな石碑と案内板が建てられている。1991年（平成3年）- 1992年（平成4年）には東端で発掘調査が行われ、14-15世紀の遺物が出土した。